# Gertrude Belle Elion

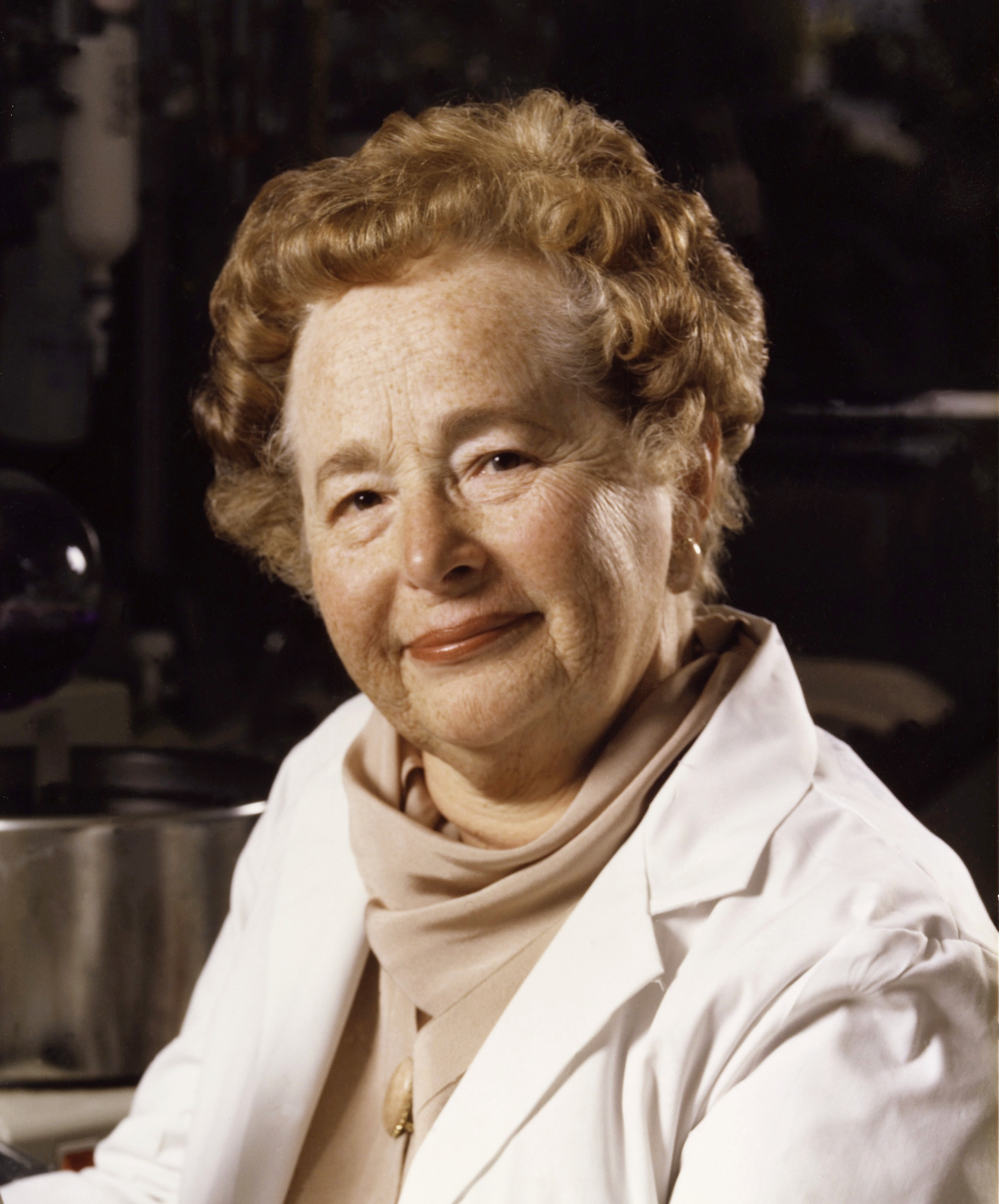
Gertrude Belle Elion, 1983

Gertrude Belle Elion (* 23. Januar 1918 in New York; † 21. Februar 1999 in Chapel Hill, North Carolina) war eine US-amerikanische Biochemikerin, Pharmakologin und Nobelpreisträgerin. Sie entdeckte wichtige Prinzipien der Arzneimitteltherapie.

## Leben und Wirken
Gertrude Elion wurde als Tochter des Zahnarztes Robert Elion und seiner Frau Bertha, geb. Cohen, geboren. Ihre Eltern emigrierten im Kindesalter aus Polen bzw. Litauen. Als sie fünfzehn Jahre alt war, 1933, starb ihr Großvater an Krebs, woraufhin sie beschloss, Chemie zu studieren, um an einer Heilung für Krebs zu forschen. Sie schloss ihr Bachelor-Studium am Hunter College 1937 (als einzige Frau an der New Yorker Universität bis 1939) ab und nahm 1939, nachdem es ihr nicht gelungen war, eine Anstellung als Chemikerin zu finden, ein Master-Studium an der New York University auf, das sie 1941 erfolgreich abschloss. Anschließend arbeitete sie als unbezahlte Laborassistentin, Oberschullehrerin für Chemie und Physik und nach Kriegseintritt der USA als analytische Chemikerin in der Lebensmittelindustrie.
1944 erhielt sie ein Angebot, als Laborassistentin beim Biochemiker George H. Hitchings bei dem britischen Arzneimittelunternehmen Burroughs-Wellcome & Company (heute GlaxoSmithKline) zu arbeiten. Hier entwickelte sie 1948 gemeinsam mit Hitchings den Wirkstoff Diaminopurin – ein Zytostatikum, der Durchbruch ihrer wissenschaftlichen Arbeit. Sie arbeitete, forschte und entwickelte in diesem Institut, bis sie 1983 in den Ruhestand ging. Sie war zwar anfangs als Doktorandin am Brooklyn Polytechnic Institute (heute Polytechnic University of New York) eingeschrieben, schloss jedoch das Promotionsstudium nicht ab, da ihr die Forschung bei Burroughs-Wellcome wichtiger war. Sie erhielt 1989 die Ehrendoktorwürde der Polytechnic University of New York und 1998 die der Harvard University. Gertrud Elion leitete ab 1966 die Abteilung für experimentelle Therapie der Wellcome-Laboratorien.
1983 bis 1984 war sie Präsidentin der American Association for Cancer Research. Sie war Mitglied der National Academy of Sciences, der American Academy of Arts and Sciences sowie auswärtiges Mitglied der Royal Society. Sie war auch weiterhin als Beraterin für GlaxoSmithKline erfolgreich tätig. Auch nach ihrer Pensionierung setzte sie die Forschungsarbeit zur Bekämpfung der AIDS-Erkrankung fort.
Sie entwickelte zusammen mit George H. Hitchings eine Vielzahl neuer pharmakologischer Wirkstoffe:
- Diaminopurin (1948), ein Zytostatikum
- Tioguanin (1950), ein Zytostatikum
- Pyrimethamin (1950), ein Diaminopyrimidin zur Behandlung der Malaria
- Mercaptopurin (1951), ein Zytostatikum zur Behandlung der Leukämie
- Trimethoprim (1956), ein Diaminopyrimidin zur Behandlung von bakteriellen Infektionen
- Azathioprin (1957), das erste Immunsuppressivum für Organ-Transplantationen
- Allopurinol (1963) zur Behandlung der Gicht
- Aciclovir (1977) zur Behandlung von Herpes simplex, mit Howard Schaeffer
- Zidovudin (1985) zur Behandlung von AIDS (Weiterentwicklung)

Zusammen mit George H. Hitchings und James W. Black erhielt sie 1988 den Nobelpreis für Physiologie oder Medizin für ihre Entdeckungen zu wichtigen biochemischen Prinzipien der Arzneimitteltherapie.
Am 21. Februar 1999 verstarb sie bei einem Spaziergang in einem Park von Chapel Hill (North Carolina).

## Ehrungen
Für ihr Lebenswerk wurde Gertrude Belle Elion 1997 der Lemelson-MIT-Preis verliehen.
Die Landeshauptstadt Hannover beschloss 2019, eine Straße im neuen Wohngebiet Kronsrode im Stadtbezirk Kirchrode-Bemerode-Wülferode nach ihr zu benennen.